# Гансон (Массачусетс)
Гансон (англ. Hanson) — місто (англ. town) в США, в окрузі Плімут штату Массачусетс. Населення — 10 639 осіб (2020).

## Демографія
Згідно з переписом 2010 року, у місті мешкало 10 209 осіб у 3468 домогосподарствах у складі 2711 родини. Було 3589 помешкань
Расовий склад населення:
| - 96,5 % — білих - 1,0 % — чорних або афроамериканців - 0,5 % — азіатів |

До двох чи більше рас належало 1,4 %. Частка іспаномовних становила 0,9 % від усіх жителів.
За віковим діапазоном населення розподілялося таким чином: 25,9 % — особи молодші 18 років, 62,7 % — особи у віці 18—64 років, 11,4 % — особи у віці 65 років та старші. Медіана віку мешканця становила 40,4 року. На 100 осіб жіночої статі у місті припадало 98,9 чоловіків;  на 100 жінок у віці від 18 років та старших — 95,7 чоловіків також старших 18 років.
Середній дохід на одне домашнє господарство  становив 106 795 доларів США (медіана — 96 389), а середній дохід на одну сім'ю — 119 797 доларів (медіана — 110 491). Медіана доходів становила 70 411 долар для чоловіків та 54 628 доларів для жінок. За межею бідності перебувало 3,4 % осіб, у тому числі 2,6 % дітей у віці до 18 років та 2,8 % осіб у віці 65 років та старших.
Цивільне працевлаштоване населення становило 6046 осіб. Основні галузі зайнятості: освіта, охорона здоров'я та соціальна допомога — 22,6 %, роздрібна торгівля — 16,3 %, фінанси, страхування та нерухомість — 11,9 %, будівництво — 9,6 %.